# Promises in the Dark
Promises in the Dark è un film del 1979, diretto dal regista Jerome Hellman.